# Morrisville (Vermont)
Pour les articles homonymes, voir Morrisville.
Morrisville est un village de la municipalité de Morristown, situé dans le comté de Lamoille, de l'État américain du Vermont. Lors du recensement de 2020, sa population s'élevait à 2 086 habitants.

## Démographie
| Groupe            | Morrisville | Vermont | États-Unis |
| ----------------- | ----------- | ------- | ---------- |
| Blancs            | 96,2        | 95,3    | 72,4       |
| Métis             | 1,4         | 1,7     | 2,9        |
| Asiatiques        | 0,9         | 1,3     | 4,8        |
| Afro-Américains   | 0,7         | 1,0     | 12,6       |
| Autres            | 0,4         | 0,4     | 6,2        |
| Amérindiens       | 0,4         | 0,4     | 0,9        |
| Total             | 100         | 100     | 100        |
|                   |             |         |            |
| Latino-Américains | 2,0         | 1,5     | 16,7       |

Selon l'American Community Survey, pour la période 2011-2015, 943,67 % de la population âgée de plus de 5 ans déclare parler l'anglais à la maison, 2,17 % déclare parler le français, 1,73 % une langue amérindienne, 1,3 % l'espagnol et 1,13 % une créole français.